# Fernando Luque
Fernando Ramón Luque Espinosa (Lima, 24 de noviembre de 1993) es un actor peruano, que obtuvo reconocimiento al haber interpretado el personaje de Álex Ganoza en la teleserie peruana De vuelta al barrio.  

## Biografía
Fernando Luque nació el 24 de noviembre de 1993 en Trujillo. Mostró su interés por la actuación desde los quince años, en el cual participó en las actividades artísticas de su colegio. Tras haber acabado la secundaria, Luque estudió actuación  en el Taller de Formación Actoral de Roberto Ángeles y posteriormente, con Alberto Ísola.
Comenzó su carrera artística a la edad de dieciocho años, participando en la obra teatral Laberinto de monstruos en el año 2012. Pero fue en el año 2015, cuando le llegaría la oportunidad de protagonizar la telenovela Locura de amor bajo el personaje de Xavi Santos, compartiendo el rol junto a Andrea Luna y coprotagoniza el otro formato Somos family como Bobby Montoya.[cita requerida] Años más tarde, en 2017 alcanza al estrellato con el papel de Álex Ganoza en la otra producción televisiva De vuelta al barrio, en el cual se mantendría durante cuatro temporadas consecutivas hasta el capítulo final en el año 2021. Previo a ello, protagonizó con Amaranta Kun la adaptación de El misántropo, estrenado en el recinto Teatro Alianza Francesa.
Seguidamente, funda con su pareja sentimental, la actriz Andrea Alvarado, el centro cultural La Vaca Multicolor en 2020, donde ambos realizan diferentes talleres para todas las edades. Protagonizó la microobra La fiesta saturnal en el año 2021, en el cual volvería a trabajar con Alvarado, interpretando a Manuel, un joven que durante una incursión en las montañas consume una alta dosis de LSD y la adaptación Hamlet con el personaje homónimo.
Vuelve al protagónico participando en la producción El principio de Arquímedes de la dirección de Roberto Ángeles[cita requerida] y coprotagonizó la obra La vida es sueño para el Teatro La Plaza en 2022.
En el año 2023, Luque tuvo una breve participación en la telenovela peruana Perdóname con el personaje de Pablo Ferradas, quién sería el hermano de la protagonista Lara Ferradas, interpretado por la actriz Érika Villalobos.

## Filmografía
| Televisión | Televisión          | Televisión                                            | Televisión                    |
| ---------- | ------------------- | ----------------------------------------------------- | ----------------------------- |
| 2014/2015  | Locura de amor      | Javier Alonso Santos/Stefano Robinson Vandecar/«Xavi» | Rol protagónico               |
| 2015       | Somos family        | Bobby Montoya                                         | Rol coprotagónico             |
| 2016       | Valiente amor       | Claudio Villar Belmont                                | Rol antagónico reformado      |
| 2017/2021  | De vuelta al barrio | Alejandro Ganoza Ugarte/«Álex»                        | Rol coprotagónico             |
| 2023       | Perdóname           | Pablo Ferradas                                        | Rol de participación especial |
| 2024       | Nina de azúcar      | Hernán Cornejo                                        | Rol antagónico                |

### Teatro
- Laberinto de monstruos (2012)
- New Market (2012)
- Una noche con Groucho Marx (2012)
- Cinco mujeres y un mismo vestido (2012)
- Corazón normal (2013)
- Viaje de un largo día hacia la noche (2013)
- Ricardo III (2013)
- Eclipse total (2014)
- Kamazov (2014)
- Vincent en Londres (2014)
- Piaf (2015)
- Cock (2016)
- Los justos (2016)
- El montapalos (2016)
- Hamlet (2016)
- El amo Harold y los muchachos (2017)
- La fiesta saturnal (2021)
- El misántropo (2022)
- El principio de Arquímedes (2022)
- Otelo (2023)
- La vida es sueño (2023)